# Аркадий Африканский
Святой Арка́дий (лат. Arcadius; погиб ок. 437) — христианский мученик, святой Католической церкви. День памяти — 13 ноября.

## Контекст
Обычно упоминается в ряду других католических святых, погибших в результате преследований христиан в римской провинции Африка (предположительно на территории современного Туниса) около 437 года, список которых в различных источниках различается: обычно, помимо Аркадия, упоминают Пасхасия и Прова, иногда добавляя к ним Евтихиана, Павлилла и Компса.
Единственными историческими источниками, описывающим житие Аркадия, является сочинение Проспера Аквитанского, а также сохранившееся письмо епископа Константины Гонората Антонина, в котором тот призывает Аркадия стойко переносить выпавшие на него лишения.

## Биография
Аркадий родился в знатной семье в современной Андалусии, возможно — в городе Саламанка. Поступил на службу к королю вандалов Гейзериху и через какое-то время дослужился до высоких чинов. Тогда Гензерих потребовал от Аркадия принять арианство, которое в частности требовало отказа от признания божественной природы Христа. После отказа, Аркадий подвергся длительным пыткам, а затем был казнён с особой жестокостью — возможно, это произошло в Гиппоне. Позже его мощи, как и мощи его товарищей, были перенесены в Медину-дель-Кампо, Испания.